# Kanton Fontaine-le-Dun
Kanton Fontaine-le-Dun is een voormalig kanton van het Franse departement Seine-Maritime. Het kanton maakte deel uit van het arrondissement Dieppe. Het werd opgeheven bij decreet van 27 februari 2014 met uitwerking in maart 2015.

## Gemeenten
Het kanton Fontaine-le-Dun omvatte de volgende gemeenten:
- Angiens
- Anglesqueville-la-Bras-Long
- Autigny
- Bourville
- Brametot
- La Chapelle-sur-Dun
- Crasville-la-Rocquefort
- Ermenouville
- Fontaine-le-Dun (hoofdplaats)
- La Gaillarde
- Héberville
- Houdetot
- Saint-Aubin-sur-Mer
- Saint-Pierre-le-Vieux
- Saint-Pierre-le-Viger
- Sotteville-sur-Mer